# ロータス・ブリッジ
ロータス・ブリッジ（蓮花大橋、簡体字: 莲花大桥; 繁体字: 蓮花大橋、ポルトガル語: Ponte Flor de Lótus、英語: Lotus Bridge) は、中華人民共和国マカオ特別行政区の路氹（コタイ）地区と、横琴口岸澳門口岸区を結ぶ海上橋。全長1,756m、幅30m、対向6車線の自動車専用道である。
中華人民共和国は右側通行、マカオは左側通行であるが、橋上は左側通行で、横琴口岸内のループ状のアプローチ部で通行方向が変わる仕組みになっている。
なお、名称に採用されている蓮の花は、マカオ特別行政区の区旗や区章にも採用されるマカオの象徴である。

## 沿革

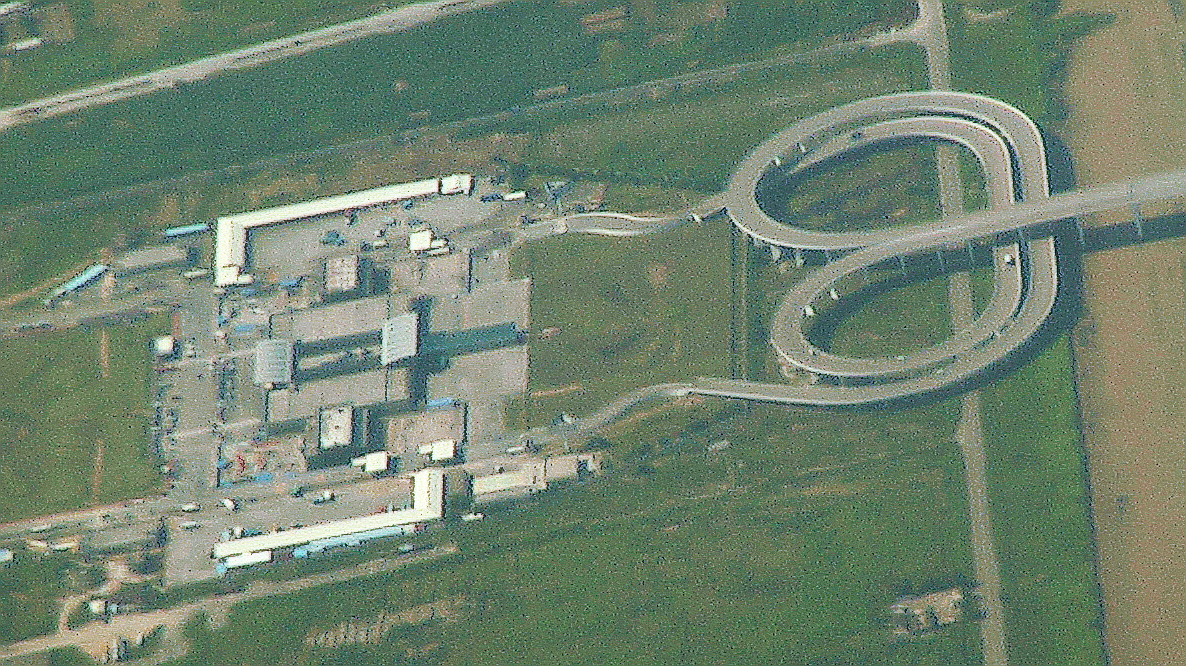
ロータス・ブリッジの先の珠海市横琴新区側の通行方向が変わるアプローチ部（2009年）

1994年、中国大陸側とポルトガル領マカオ間の唯一の陸路境界であった関閘、及び拱北口岸の混雑の緩和を目的とし、中国鉄建第四勘察設計院とマカオ政庁の共同で設計が行われた。珠海市とマカオ政庁による約2億元の投資により、1998年5月に着工された。マカオ返還直前となる1999年12月10日、ビエイラマカオ総督、初代行政長官就任予定の何厚鏵、及び新華社マカオ支局長王啓人等により開通記念式典が行われた。2000年3月に供用が開始された。出入境施設として、中国側には横琴口岸、マカオ側には路氹辺検大楼（蓮花口岸）が設置されていた。
2005年9月17日から、中華人民共和国側の建物設備の不備を原因として封鎖されたが、2007年5月1日に再開した。
2020年8月、横琴口岸の施設内だけで中国とマカオの出入境検査を一ヶ所で同時に行える「一地両検」が開始された。横琴口岸の一部、および蓮花大橋はマカオ法の適用される地域となった。
2023年8月、横琴口岸側とマカオ大学とを結ぶ道路が開通した。